# Tanguy Ndombélé
Tanguy Ndombélé Alvaro (* 28. prosince 1996 Longjumeau) je francouzský profesionální fotbalista, který hraje na pozici záložníka ve francouzském národním týmu. Je volný hráč od června 2024 kvůli dohodě s klubem Tottenham Hotspur FC, která uvedla, že jeho smlouva bude termínovaná.

## Klubová kariéra

### Mládí
Ndombele se narodil ve Francii rodičům z Demokratické republiky Kongo. Začínal v mládeži klubu FC Épinay Athlético v obci Épinay-sous-Sénart, asi 20 kilometrů jihovýchodně od Paříže, v departamentu Essonne. Ve věku 14 let se přestěhoval do Bretaně, kde hrál v akademii Guingamp, strávil zde tři sezóny. 11. ledna 2014, v 16 letech, debutoval v rezervním týmu. Poté mu však nebyla nabídnuta profesionální smlouva
V červnu 2014 byl na testech v mnoha francouzských klubech (Auxerre, Caen a Angers), nicméně smlouvu podepsal s Amiens SC, který sestoupil z francouzské Ligue 2.
Ndombele odehrál 2 sezóny v rezervním týmu Amiens. V sezóně 2014/15 odehrál v "áčku" pouze jedem zápas. Během sezóny 2015/16 se začal objevovat na hřišti častěji a odehrál 18 zápasů.

### Lyon
31. srpna 2017 odešel Ndombele do Lyonu na roční hostování. Podle časopisu L'Équipe zaplatil Lyon za hostování 2 miliony euro. Součástí byla i opce na trvalý přestup v hodnotě 8 milionů euro.
Ndombele debutoval v prvním týmu Lyonu při prohře 2:0 s Paris Saint-Germain 17. září 2017; v 72. minutě jej vystřídal Christopher Martins. 15. února 2018 vstřelil Ndombele svůj první gól v dresu Lyonu v 46. minutě vítězství 3:1 nad španělským Villarrealem CF v šestnáctifinále Evropské ligy UEFA 2017/18.
V sezóně se stal vedle Ferlanda Mendyho a Houssema Aouara jedním z mladých tahounů týmu. Několik týmů také projevilo zájem o nákup francouzského záložníka, ale uplatnil opci na trvalý přestup.
Při svém prvním zápase v Lize mistrů UEFA proti Manchesteru City na Etihad Stadium předvedl brilantní výkon a pomohl týmu porazit anglický velkoklub (výhra 2:1). Svůj první gól v Lize mistrů vstřelil proti Hoffenheimu dne 11. listopadu 2018, při remíze 2:2. 24. května 2019 vstřelil svůj první gól v Ligue 1 proti Nîmes a pomohl Lyonu ukončit ligovou sezónu na 3. místě za Lille a PSG.

### Tottenham Hotspur
2. července 2019 Ndombele podepsal smlouvu s anglickým týmem Tottenhamem Hotspur, který jej odkoupil z Lyonu za 62 milionů euro. Ndombele debutoval v přátelskám utkání proti Juventusu. Po necelé minutě na hřišti asistoval na gól Lucase Moury.
10. srpna 2019 debutoval Ndombele v Premier League; v zápase proti Aston Ville vstřelil i svůj první ligový gól v klubu.
7. března 2020 jej kvůli jeho špatné formě veřejně zkritizoval manažer Tottenhamu José Mourinho, když po zápase proti Burnley řekl: „Je to hráč s velkým talentem. Musí vědět, že musí hrát mnohem lépe. Nemohu mu stále dávat příležitosti hrát, protože tým je mnohem důležitější.“ V sezóně odehrál už jen další dva zápasy a jeho špatný vztah s manažerem vedl ke spekulacím o hráčově odchodě, nicméně v klub zůstal.
V sezóně 2020/21, 17. září 2020, Ndombele skóroval proti Lokomotivu Plovdiv ve druhém předkole Evropské ligy a pomohl týmu k postupu do dalšího předkola. 4. října, v zápase Premier League proti Manchesteru United, vstřelil svůj první gól v Premier League v sezoně a otevřel skóre zápasu, který skončil drtivou výhrou 6:1, což byla nejvyšší výhra Spurs na Old Trafford a nejlepší výsledek proti United od roku 1932. 17. ledna 2021 vstřelil Ndombele nádherný gól do sítě Sheffieldu United, který byl mnohými označován jako "Nejhezčí branka sezóny". 25. ledna 2021 se Ndombele ve čtvrtém kole FA Cupu dvakrát střelecky prosadil při výhře 4:1 nad Wycombe Wanderers.

## Reprezentační kariéra
11. října 2018 debutoval Ndombele ve Francouzské reprezentaci, když v 67. minutě přátelského utkání proti Islandu na Stade du Roudourou v Guingampu vystřídal Paula Pogbu.

## Osobní život
27. srpna 2020 měl Ndombele pozitivní test na covid-19. Přišel tak o dva zápasy v národním týmu Francie.

## Statistiky

### Klubové
K 21. březnu 2021
| Klub              | Sezóna  | Liga           | Liga   | Liga | Národní pohár | Národní pohár | Ligový pohár | Ligový pohár | Evropské poháry | Evropské poháry | Ostatní | Ostatní | Celkem | Celkem |
| Klub              | Sezóna  | Liga           | Zápasy | Góly | Zápasy        | Góly          | Zápasy       | Góly         | Zápasy          | Góly            | Zápasy  | Góly    | Zápasy | Góly   |
| ----------------- | ------- | -------------- | ------ | ---- | ------------- | ------------- | ------------ | ------------ | --------------- | --------------- | ------- | ------- | ------ | ------ |
| Amiens            | 2016/17 | Ligue 2        | 30     | 2    | 0             | 0             | 1            | 0            | —               | —               | —       | —       | 31     | 2      |
| Amiens            | 2017/18 | Ligue 1        | 3      | 0    | 0             | 0             | 0            | 0            | —               | —               | —       | —       | 3      | 0      |
| Amiens            | Celkem  | Celkem         | 33     | 2    | 0             | 0             | 1            | 0            | —               | —               | —       | —       | 34     | 2      |
| Lyon (host.)      | 2017/18 | Ligue 1        | 32     | 0    | 4             | 0             | 1            | 0            | 10              | 1               | —       | —       | 47     | 1      |
| Lyon              | 2019/19 | Ligue 1        | 34     | 1    | 5             | 0             | 2            | 0            | 8               | 2               | —       | —       | 49     | 3      |
| Lyon              | Celkem  | Celkem         | 66     | 1    | 9             | 0             | 3            | 0            | 18              | 3               | —       | —       | 96     | 4      |
| Tottenham Hotspur | 2019/20 | Premier League | 21     | 2    | 2             | 0             | 0            | 0            | 6               | 0               | —       | —       | 29     | 2      |
| Tottenham Hotspur | 2020/21 | Premier League | 26     | 3    | 2             | 2             | 2            | 0            | 9               | 1               | —       | —       | 39     | 6      |
| Tottenham Hotspur | Celkem  | Celkem         | 47     | 5    | 4             | 2             | 2            | 0            | 15              | 1               | —       | —       | 68     | 8      |
| Celkem            | Celkem  | Celkem         | 146    | 8    | 12            | 2             | 6            | 0            | 33              | 4               | 0       | 0       | 197    | 14     |

### Reprezentační
K 11. červnu 2021
| Francie | Francie | Francie |
| Rok     | Zápasy  | Góly    |
| ------- | ------- | ------- |
| 2018    | 4       | 0       |
| 2019    | 2       | 0       |
| Celkem  | 6       | 0       |

## Ocenění
Individuální
- Jedenáctka sezóny Ligue 1: 2018/19[22]
- Jedenáctka sezóny Ligy mistrů UEFA: 2018/19[23]